# Larrea ameghinoi
Larrea ameghinoi là một loài thực vật có hoa trong họ Zygophyllaceae. Loài này được Speg. miêu tả khoa học đầu tiên năm 1897.